# تام ریچاردز (ورزشکار)
تام ریچاردز (انگلیسی: Tom Richards; ۱۵ مارس ۱۹۱۰ – ۱۹ ژانویهٔ ۱۹۸۵) دونده دو استقامت، دونده ماراتن، و تدوین‌گر اهل بریتانیا بود.